# 10.º Jamboree Mundial Escoteiro
O 10.º Jamboree Mundial Escoteiro foi realizado de 17 a 26 de julho de 1959 e foi realizado nas Filipinas no Monte Makiling, Los Baños, Laguna. Apelidado de "The Bamboo
Jamboree" devido à prevalência do bambu e da palmeira nipa. Havia um total de 12.203 escuteiros de 44 países. O tema foi Building Tomorrow Today (Construindo o amanhã). Foi o primeiro Jamboree Escoteiro Mundial realizado fora da Europa e Canadá.

## Fatos memoráveis
- Sua Excelência Carlos Polestico Garcia, Presidente da República das Filipinas, falou na abertura.
- Os participantes do evento incluíram:

- - Daniel Charles Spry, Diretor do Boy Scouts World Bureau.
  - O Honorável Thomas Godfrey Polson Corbett, o 2.º Barão Rowallan de Rowallan, o terceiro Escoteiro Chefe dos territórios britânicos.[3]

- O presidente do BSP, Jorge Bartolomé Vargas, recebeu o Lobo de Bronze.
- O logotipo do jamboree apresentava um salakót filipino.
- A firma de Manila de Charles W. Miller Sons Studio tirou retratos fotográficos formais de um escoteiro representante de cada um dos contingentes nacionais.
- O contingente da BSA foi liderado por Arthur Aloys Schuck (1895-1963), Chefe Escoteiro Executivo (1948-1960).

## Participação
Além da participação de 37 nações originais, aconteceu também a participação dos chamados "escoteiros no exilio" que eram escoteiros que formavam um continente internacional que não representavam necessariamente seus países, entre eles estão:
- Estónia
- Hungria
- Lituânia
- Polónia
- Ucrânia
- Rússia